# トリック・ベイビー
『トリック・ベイビー』（Freeway II: Confessions of a Trickbaby）は、1999年に製作されたアメリカ合衆国の映画。ナターシャ・リオン、ヴィンセント・ギャロ出演。

## ストーリー
"ホワイト・ガール"ことクリスタルは、麻薬売春を装った強盗（トリック・ベイビー）をして懲役25年の刑が科せられた。
神経性大食症を抱える彼女は医療少年院に送られ、そこで"サイクローナ"ことアンジェラという10代にして連続殺人を犯した少女と出会った。
アンジェラは、カルト教団の教祖であるシスター・ゴメスがクリスタルの摂食障害を改善させることができると信じ、二人で少年院を脱走しメキシコのティフアナへ向かうことにした。
『ヘンゼルとグレーテル』を題材とし現代に置き換えた映画作品。

## キャスト
※括弧内は日本語吹替
- クリスタル - ナターシャ・リオン（水谷優子）
- アンジェラ - マリア・セレドニオ（本田貴子）
- シスター・ゴメス - ヴィンセント・ギャロ（家中宏）
- バッツ弁護士 - デヴィッド・アラン・グリア
- クレフィロ刑事 - ボブ・ドーソン（青山穣）
- ダラー刑事 - ジェン・グリフィン
- 浮浪者 - マイケル・T・ワイス
- ブランカ - ケンドール・ソーンダース（壱智村小真）
- 裁判長 - ジョン・ランディス（特別出演）（青山穣）